# 颱風委員會

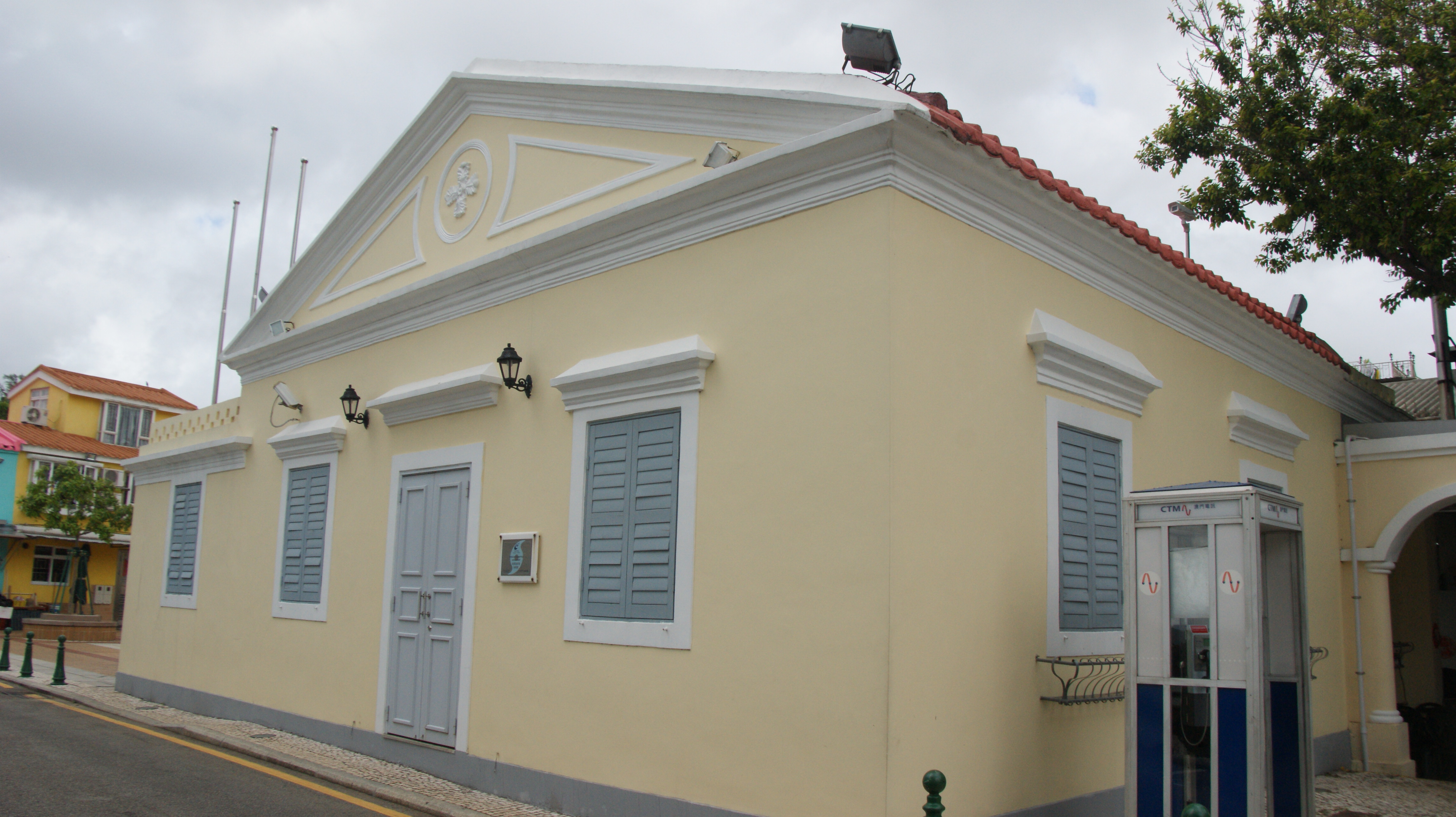
颱風委員會位于澳门的秘书处

联合国亚太经社会/世界气象组织台风委员会或亚太经社会暨世界气象组织台风委员会，简称颱風委員會（英語：Typhoon Committee; TC），是聯合國亞太經濟社會委員會（ESCAP）和世界氣象組織（WMO）聯合主持的一個政府間組織。其宗旨是改善和協調亞洲及太平洋地區防災規劃和措施，減輕自然災害（特別是颱風）造成的人員及財產損失。
颱風委員會設有諮詢、氣象、水文、防災減災、培訓與研究、經費籌措等工作組，並於每年召開一次綜合研討會和一次年會。同時也負責協助世界氣象組織為西北太平洋地區的熱帶氣旋命名作決定工作。
秘書長為行政首長。現任秘書長是端义宏。
澳門地球物理氣象局在颱風委員會秘書處屋頂上設置天氣相機拍攝當天天氣照片上載至其官方網站。
现时联络地址为中華人民共和國澳門特別行政區路環十月初五馬路（路環圖書館旁）。

## 歷史

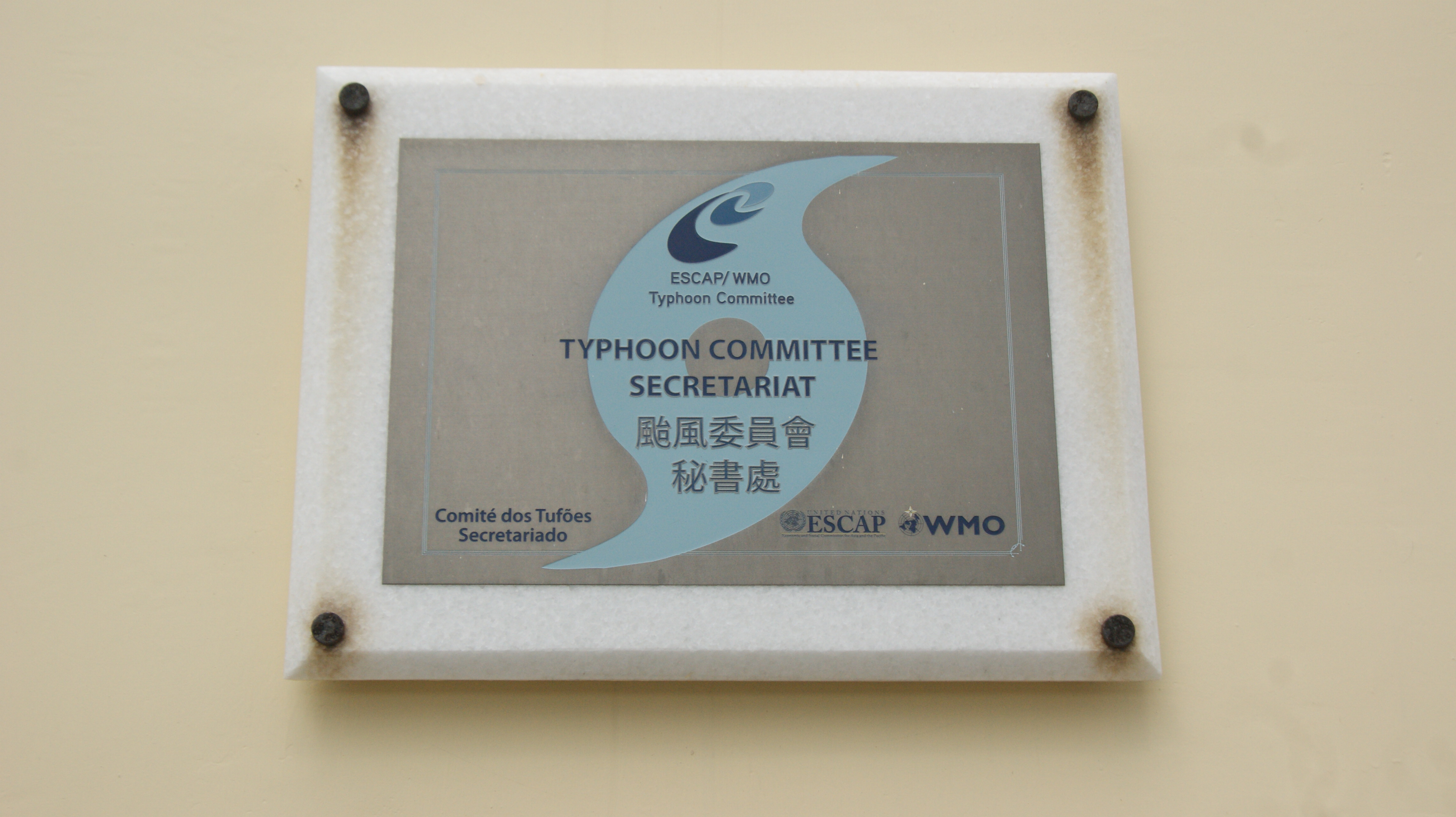
颱風委員會門牌

颱風委員會成立於1968年，秘書處自1971起常設於菲律賓馬尼拉，由聯合國亞洲及太平洋經濟社會委員會和世界氣象組織支持下成立，其主要職責是計劃及落實措施以減低因颱風導致的經濟及人命損失，秘書處則是颱風委員會執行及處理日常工作的機構。首任秘書長由羅曼·金塔納爾博士（颱風委員會的締造者之一，世界氣象組織的前主席，前菲律賓大氣地球物理和天文管理局局長，於2007年去世）擔任。後經颱風委員會在河內舉行的第38屆會議決定將秘書處遷往澳門。會議十四個會員國中，十一個投票支持澳門作為秘書處設立的地方。由於亞太地區經濟發展不平衡，部分國家發展較慢，故組織有助拉近國家間的科技差距，協助其他地區氣象事業的發展。秘書處的主要職責是建議及在行政上協助各委員國執行改善氣象、水文及防災方面的計劃，以減低颱風災難性影響。
澳門於上世紀90年代開始已參與該委員會的工作，至1992年正式成為會員，並於1994年及2000年，分別在澳門舉辦第27次及33次颱風委員會周年大會。2007年2月13日委員會秘書處正式從馬尼拉遷至澳門，成為澳門回歸以來首個在澳門設立的國際性組織。秘書處由澳門特別行政區政府向秘書處提供辦公用房和現金捐款，供秘書處用於支付房舍的運轉和保養費用，秘書長由原澳門地球物理暨氣象台台長黎梓建（Olavo Rasquinho）擔任。秘書處現有氣象專家、水文專家、行政秘書、財務會計共計4名工作人員。

## 成員
- 中国（創始成員）
- 香港（創始成員）
- 澳門（1992年加入）
- 日本（創始成員）
- （創始成員）
- （創始成員）
- 马来西亚（創始會員）
- 菲律賓（創始成員）
- 柬埔寨（創始會員）
- 泰國（創始成員）
- 越南（創始會員）
- （1992年加入）
- 新加坡（1997年加入）
- 美国（1998年加入）